# 泣かないで (映画)
『泣かないで』（なかないで、Only When I Laugh）は、1981年のアメリカ合衆国のコメディ映画。監督はグレン・ジョーダン。ニール・サイモンの舞台作品『ジンジャーブレッド・レディ』を映画化。主演はニール・サイモンの妻マーシャ・メイソン。

## キャスト
カッコ内は日本語吹替
- ジョージア: マーシャ・メイソン（此島愛子） - ブロードウェイの人気女優。38歳、独身。
- ポリー: クリスティ・マクニコル（長谷川真弓） - ジョージアの娘。17歳。
- ジミー: ジェームズ・ココ（飯塚昭三） - ジョージアの親友で売れない俳優。ゲイ。
- トビー: ジョーン・ハケット（池田昌子） - ジョージアの親友で女優。40歳目前、既婚。
- デイビッド: デヴィッド・デュークス（原康義） - ジョージアの元恋人。劇作家。
- ドン: ケヴィン・ベーコン（松本保典） - ジョージアとポリーをナンパしようとした大学生。

### 日本語吹替
- 初放送: 1989年6月24日 テレビ朝日 『ウィークエンドシアター』
- その他の声の出演: 島田敏、坂本千夏、鈴置洋孝、水野龍司、稲葉実、田原アルノ

## 作品の評価
Rotten Tomatoesによれば、7件の評論のうち高く評価しているのは57%にあたる4件で、平均して10点満点中4.9点を得ている。

### 映画賞
第54回アカデミー賞で、主演女優賞（マーシャ・メイソン）、助演男優賞（ジェームズ・ココ）、助演女優賞（ジョーン・ハケット）の3部門にノミネートされた。また、ジェームズ・ココは本作で同じ年の第2回ゴールデンラズベリー賞で最低助演男優賞にもノミネートされ、史上初の同じ作品でのアカデミー賞とラジー賞の同時ノミネートを記録した。アカデミー賞もラジー賞も受賞はしていない。